# Shadowrun (игра, 1993)
Shadowrun — ролевая видео игра для консоли Super Nintendo Entertainment System (SNES), создавалась на основе настольной ролевой игры Shadowrun от компании FASA. Видео игра была разработана австралийской компанией Beam Software и издана в 1993 году компанией Data East.

## Описание
Игра основана на романе Роберта Н.Шарретта «Никогда не связывайся с драконом.» (англ. Never Deal with a Dragon). Сюжет игры разворачивается в вымышленной вселенной Shadowrun в 2050 году. Игрок берет на себя роль Джейка Армитажа, человека, страдающего амнезией от тяжелого ранения, полученного в результате нападения. По сюжету Джейк пытается восстановить память о собственной личности и личности таинственного персонажа, который хочет его смерти.

## Игровой процесс
Shadowrun — это экшн-ролевая игра (англ. action-RPG), которая сочетает в себе элементы оригинальной настольной игры, с незначительными изменениями с игровым процессом в реальном времени. Игрок получает контроль над главным героем — Джейком и перемещает в изометрически отображаемом мире игры. Игрок может выполнять различные действия: открытие дверей и проходов, осмотр и сбор предметов, участие в разговоре с не игровыми персонажами, а также использование оружия, навыков и магических способностей во время боя.
Бой в Shadowrun часто испытывает рефлексы игрока, практически в каждом боевом столкновении присутствуют скрытые противники, которые из случайных мест открывают огонь по Джейку. Игрок может отступить или немедленно найти источник атаки и ответить. По результату боевых столкновений персонаж накапливает «карму». Когда персонаж «ложится спать», чтобы восстановить здоровье и сохранить свой игровой игровой прогресс, «карма» может быть распределена игроком по различным атрибутам, навыкам и магическим силам.
В некоторые моменты игры персонаж может попасть в киберпространство — «матрицу», для этого используется специальное оборудование — «кибердека» (англ. cyberdeck). Персонаж может взламывать компьютеры, чтобы получить информацию и дополнительные награды. Во время событий в «матрице» визуализация меняется на «вид сверху» а значок персонажа перемещается через киберпространство, борется с программами вторжения и извлекает данные. Если персонаж умрет в киберпространстве, он умрет и во внешнем мире.

## Сюжет
| Сводный рейтинг                     | Сводный рейтинг |
| Агрегатор                           | Оценка          |
| ----------------------------------- | --------------- |
| GameRankings                        | 70 %            |
| Иноязычные издания                  |                 |
| Издание                             | Оценка          |
| AllGame                             | [ 4 ]           |
| EGM                                 | 26/40           |
| GameFan                             | 333/400         |
| GamePro                             | 18,5/20         |
| Nintendo Life                       | 9/10            |
| Nintendo Power                      | 3,7/5           |
| ONM                                 | 90 %            |
| Electronic Games                    | 94 %            |
| RPGamer                             | 2/5             |
| VideoGames & Computer Entertainment | 9/10            |

Shadowrun — адаптация настольной ролевой игры от издателя FASA с одноименным названием. Сюжетная линия видеоигры в целом основана на первом романе, по вымышленной вселенной Shadowrun, «Никогда не связывайся с драконом.» (англ. Never Deal with a Dragon), за авторством Роберта Н. Шарретта. Сюжет стартует в городе Сиэтле, штат Вашингтон, в 2050 году, главный игры герой Джейк Армитидж тяжело ранен неизвестным стрелком. До прибытия медиков Джейка околдовывает неизвестный оборотень. Джейк просыпается в морге и понимает, что потерял память. Вскоре его посещает шаманское тотемное животное — собака, которое направляет Джейка на путь расследования.
Далее сюжет развивается как расследование событий, приведших к покушению на Джейка, выяснению личности оборотня, который его спас и человека, который заказал его убийство — таинственного криминального авторитета по имени Дрейк. Основная информация для расследования обнаруживается путем объединения фрагментов данных, добываемых путём взлома различных компьютерных систем. По ходу действия Джейку придётся столкнуться с бандами, преступниками и магическими существами, отражать нападения наёмных убийц. Джейк также раскрывает и развивает свои собственные магические способности. Помимо его тотемного духа, его единственными союзниками являются бегущие в тени. В итоге Джейк выяснеяет, что он курьер — перевозчик данных. А данные, которые находились в компьютере, имплантированом в его мозг — это боевая программа для уничтожения искусственного интеллекта. Уничтожение ИИ всеми силами хочет предотвратить мега-корпорация Aneki, а Дрейк — это дракон и главный заговорщик.